# Épinac
Épinac je francouzská obec v departementu Saône-et-Loire v regionu Burgundsko-Franche-Comté. V roce 2009 zde žilo 2 357 obyvatel. Je centrem kantonu Épinac.